# Josef Kaspar Sattler
Pour les articles homonymes, voir Sattler.
Josef Kaspar Sattler, né le 20 juillet 1867 à Schrobenhausen et mort le 12 mai 1931 à Munich, est un peintre, dessinateur et graveur allemand, associé au mouvement Jugendstil, et ayant enseigné à Strasbourg. Il fut membre du cercle de Saint-Léonard.

## Éléments de biographie
Après un apprentissage comme peintre et doreur chez son père à Landshut, il fréquente l’Académie des beaux-arts de Munich à partir de 1883. C'est là qu'il rencontre Léon Hornecker, et à son invitation, l'accompagne à Strasbourg. Il entame une brève mission d'enseignant à la nouvelle école des arts décoratifs, avant de se lancer dans l'édition de revues comme Die Quelle ou Elsässer Bilderbogen. En parallèle, il se spécialise dans la réalisation d'ex-libris qui feront sa renommée. 
Une illustration pour le lancement de la revue d'art Pan (Berlin, 1895) est reproduite dans Les Maîtres de l'affiche dirigée par Jules Chéret et éditée par L'Imprimerie Chaix à Paris (1895-1900). 
Pour l'Exposition universelle de 1900, il exécute une suite de gravures impressionnantes, Die Nibelunge présentée au pavillon allemand. Le recueil est imprimé à 200 exemplaires.
En 1917, il redevient professeur à l'École supérieure des arts décoratifs de Strasbourg et se voit contraint de quitter Strasbourg à la fin de la guerre. 
Josef Sattler est considéré comme l’un des pionniers de l’Art nouveau et a publié de nombreuses illustrations dans la revue Fliegende Blätter, un mensuel satirique allemand créé à Munich.

## Œuvres
- Ein moderner Totentanz : in 16 Bildern. Stargardt, Berlin, 1912. (Voir l’exemplaire numérisé par Universitäts- und Landesbibliothek Düsseldorf.)

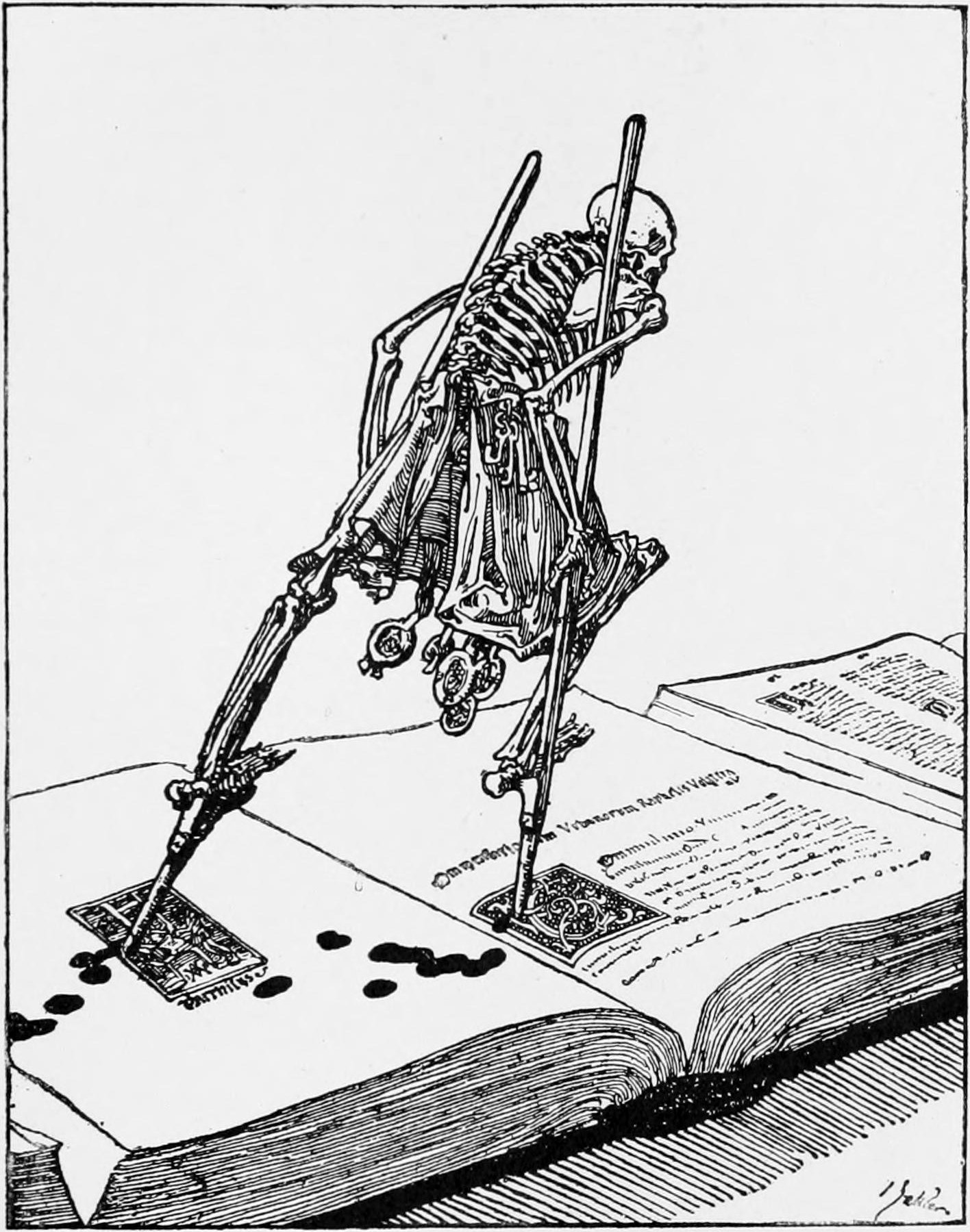
La Danse de la Mort,(1912).
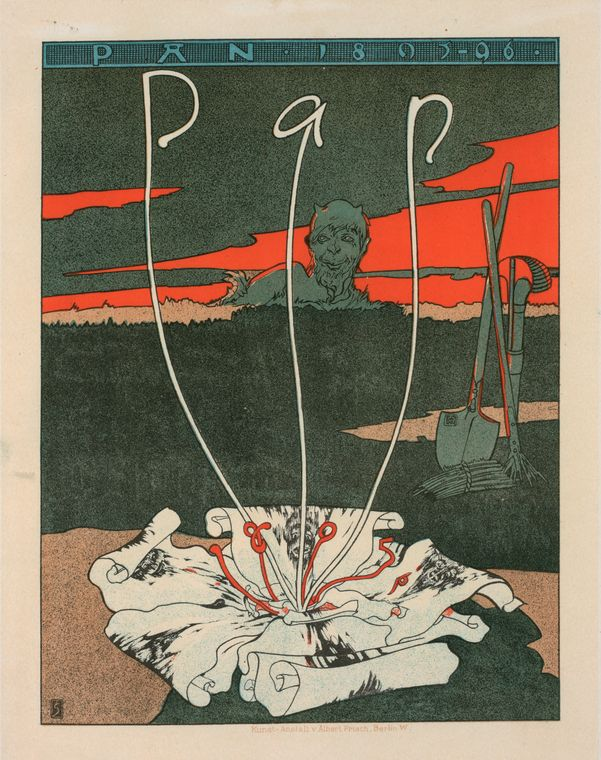
Affiche pour la revue artistique Pan (1895).
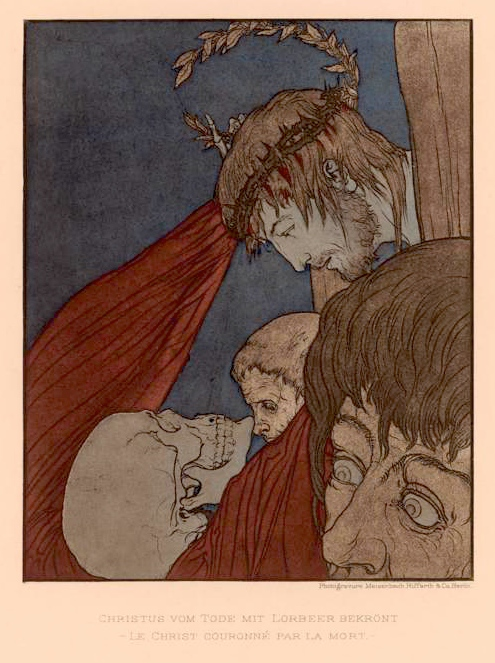
Ein moderner Totentanz (1912).

### Sources et bibliographie
- Adrien Moureau, « Joseph Sattler », Revue alsacienne illustrée, vol. VIII, no 2,‎ 1905, p. 45-58 (lire en ligne)
- Franck Knoery, La guerre des artistes ; un récit en image par Joseph Sattler, Strasbourg, Éditions des Musées, 2017  (ISBN 978-2-35125-156-0)
- Georges Bischoff, Jérome Schneider, Florian Siffer, Néogothique ! : fascination et réinterprétation du Moyen Âge en Alsace (1880-1930), Strasbourg, BNU éditions, 2017. 192 p.  (ISBN 978-2-85923-073-9)
- Charles Spindler, Un siècle d’art en Alsace  (ISBN 978-2716506342)
- (de) Ludwig Hollweck & Hanns Schultes, Josef Kaspar Sattler - Ein Wegbereiter des Jugendstils, W. Ludwig Verlag, Pfaffenhofen, 1988  (ISBN 978-3-7787-2090-5)
- (de) Dieter Distl, Klaus Englert, Schrobenhausener Kunstreihe, Ludwig-Verlag
- François Joseph Fuchs, Nouveau dictionnaire de biographie alsacienne, p. 3373 et 3374.
- Walter et Julien Kiwior, Le Kunschthaffe, p. 302–307
- François Lotz, Artistes peintres alsaciens de jadis et de naguère, Pfaffenhoffen, 1988, p. 270–271
- Vincent Wackenheim, Joseph Kaspar Sattler, ou La tentation de l'os : 16 pièces faciles pour illustrer « Une danse macabre moderne », suivi de « Un esprit agité », éditions L'Atelier contemporain, 2016  (ISBN 9791092444292)